# 釜山-金海軽電鉄
釜山-金海軽電鉄（プサンキメけいでんてつ、ハングル:부산-김해경전철、英：Busan Gimhae Light Rail Transit、略称：BGL）は、大韓民国の釜山広域市沙上区にある沙上駅から慶尚南道金海市にある加耶大駅までを結ぶ、釜山-金海軽電鉄株式会社が運営するライトレールの鉄道路線および同線を運営する鉄道会社である。路線図や乗り換え案内で使用されるラインカラーは●紫。

## 概要
釜山都市鉄道ネットワークを構成する路線の一つで、釜山広域市と金海市を結ぶ。全線が高架で建設された。途中に金海国際空港の最寄り駅である空港駅があることから、空港連絡鉄道としての役割も担っている。
起点の沙上駅で釜山交通公社2号線に、途中の大渚駅で同3号線に連絡する。運賃は既存の釜山交通公社各線とは別体系となっていることから、釜山交通公社各線の乗車券と本路線の乗車券を相互に使用することはできず、乗り継ぎ割引は交通カード使用時に限り適用される。また、他の釜山都市鉄道とは異なり、65歳以上の敬老無賃乗車制度が存在しない（障害者、国家有功者は従来通り無料）。
当初は2011年4月に開通予定だったが、安全性の問題などで数回延期された後、同年9月17日に開通した（開通式は同月16日）。

## 沿革
- 1992年8月12日 - 閣議にて政府のモデル事業として推進するよう決議。
- 1995年3月6日 - 財政経済院で民間資本誘致対象事業に決定。
- 2000年8月18日 - 優先交渉対象者で錦湖産業コンソーシアム選定。
- 2002年1月9日 - 優先交渉対象者が現代産業開発コンソーシアムに変更。
- 2006年4月21日 - 着工[5]。
- 2009年
  - 11月26日 - 試運転開始[6]。金海市駅名委員会から金海市区間の12駅名確定[7]。
  - 12月17日 - 釜山市駅名制定委員会から釜山市区間の9駅名確定[8]。
  - 12月21日 - 委託運営事業者にソウルメトロ（現：ソウル交通公社）を選定[9]。
  - 12月 - 本線での試運転開始[10]。
- 2011年7月29日 - 全区間開業を予定していたが[11]、騒音問題により開業は当分延期された[12]。
- 2011年
  - 9月9日 - 8日間の無料試乗開始[13]。
  - 9月16日 - 開通式開催[13]。
  - 9月17日 - 正式開業[5]。

## 車両
2両編成の1000系電車が使用されている。無人運転が実施されているが、運転士の資格を持つ係員が添乗している。

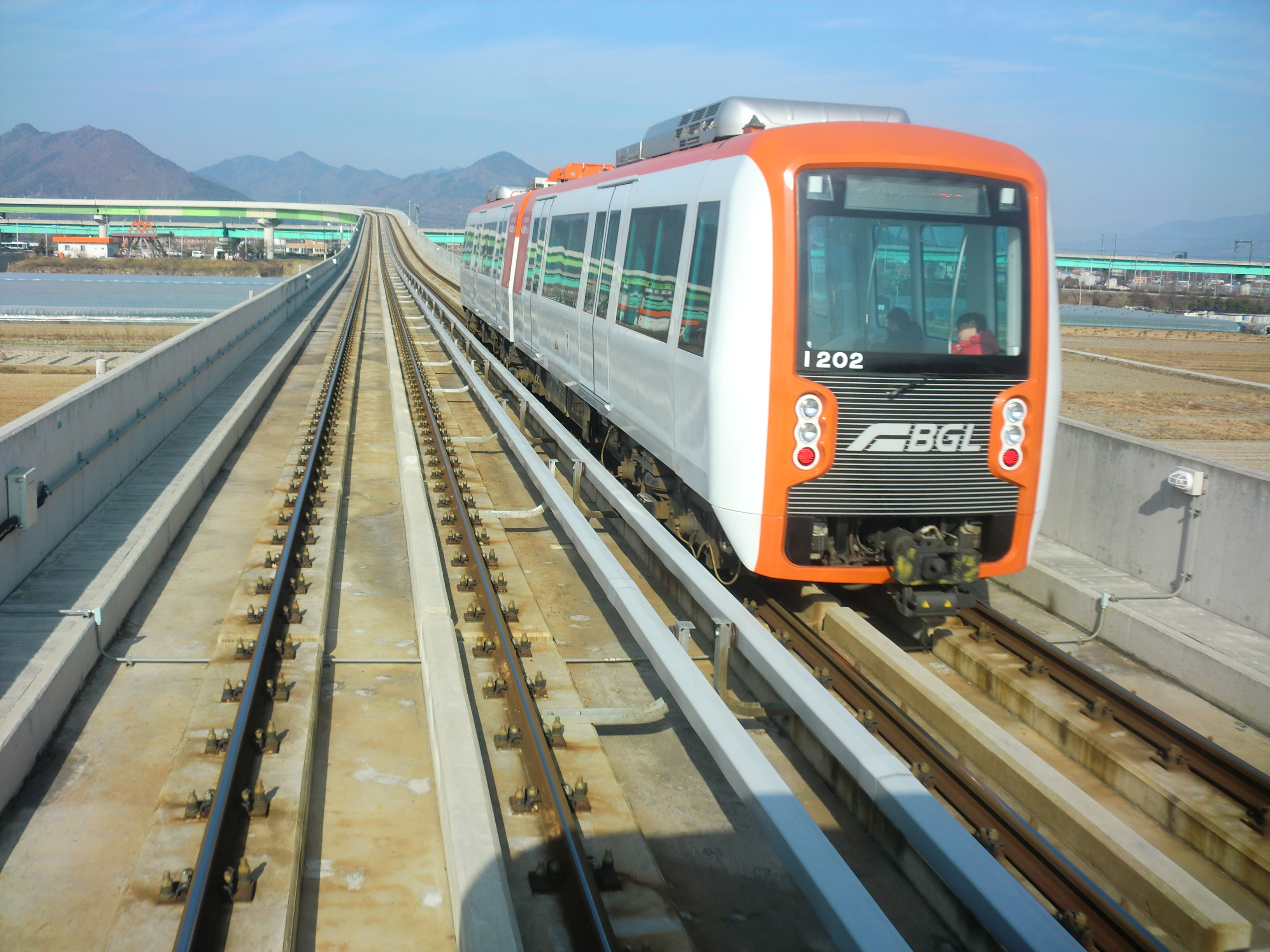
走行中の釜山-金海軽電鉄の車両前面。池内-仏岩間で撮影
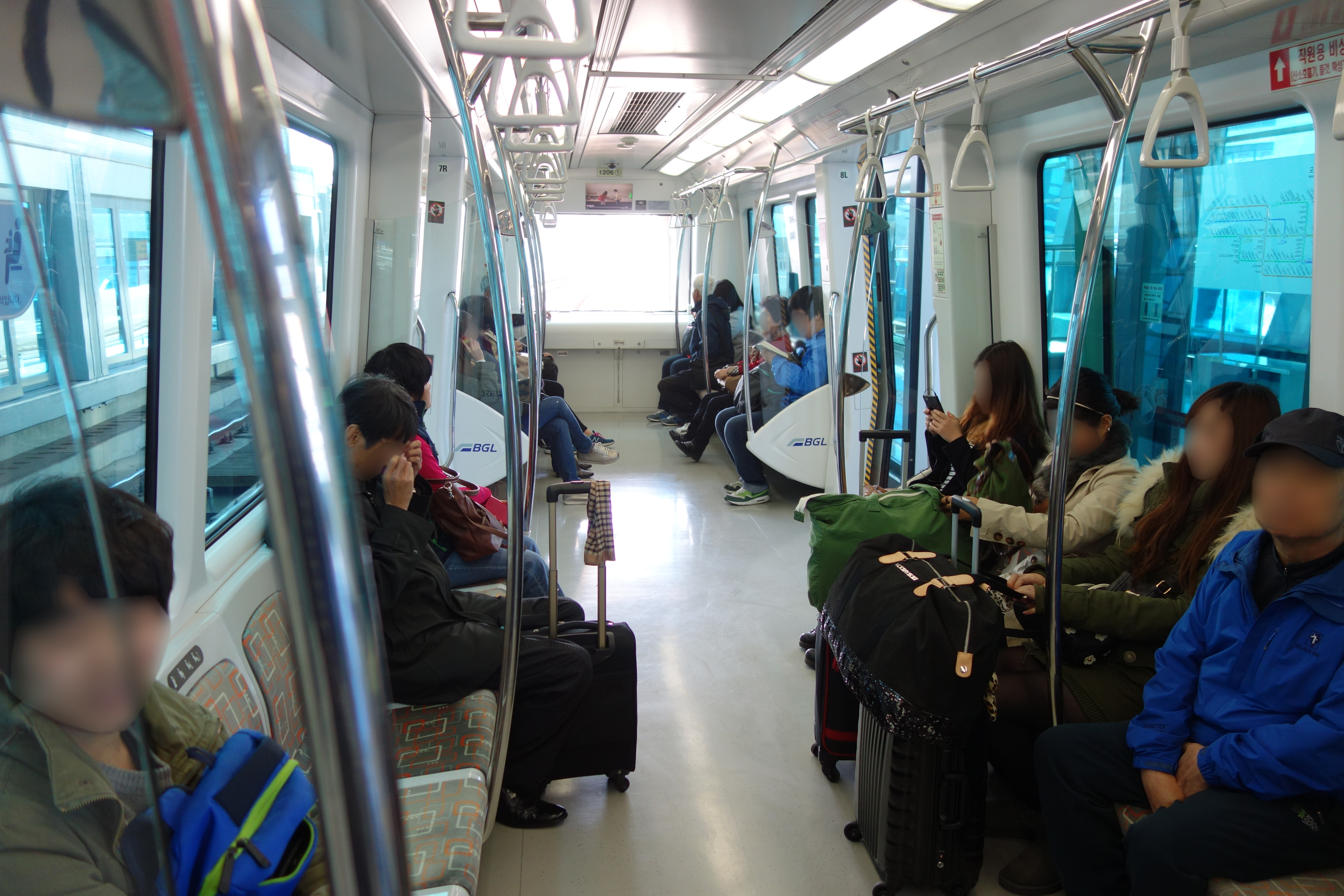
1000系車内（無人運転）

## 駅一覧
| 駅番号 | 駅名                            | 駅名                        | 駅名                    | 駅間キロ (km) | 累計キロ (km) | 接続路線                                                                                    | 所在地     | 所在地 |
| 駅番号 | 日本語                          | ハングル                    | 英語                    | 駅間キロ (km) | 累計キロ (km) | 接続路線                                                                                    | 所在地     | 所在地 |
| ------ | ------------------------------- | --------------------------- | ----------------------- | ------------- | ------------- | ------------------------------------------------------------------------------------------- | ---------- | ------ |
| 1      | 沙上駅                          | 사상역                      | Sasang                  | 0.0           | 0.0           | 釜山交通公社：●2号線 (227)、沙上下端線 (501・建設中) 韓国鉄道公社：広域電鉄慶全線（建設中） | 釜山広域市 | 沙上区 |
| 2      | 掛法ルネシテ駅 （江辺公園）     | 괘법르네시떼역 (강변공원)   | Gwaebeop Renecite       | 0.8           | 0.8           |                                                                                             | 釜山広域市 | 沙上区 |
| 3      | 西釜山流通地区駅 （錦湖マウル） | 서부산유통지구역 (금호마을) | Seobusan Yutongjigu     | 2.3           | 3.1           | 韓国鉄道公社：広域電鉄慶全線（金海空港駅・建設中）                                          | 釜山広域市 | 江西区 |
| 4      | 空港駅                          | 공항역                      | Gimhae Int'l Airport    | 0.9           | 4.0           |                                                                                             | 釜山広域市 | 江西区 |
| 5      | 徳斗駅                          | 덕두역                      | Deokdu                  | 1.3           | 5.3           |                                                                                             | 釜山広域市 | 江西区 |
| 6      | 登亀駅                          | 등구역                      | Deunggu                 | 1.9           | 7.2           |                                                                                             | 釜山広域市 | 江西区 |
| 7      | 大渚駅                          | 대저역                      | Daejeo                  | 2.0           | 9.2           | 釜山交通公社：●3号線 (317)                                                                  | 釜山広域市 | 江西区 |
| 8      | 平江駅                          | 평강역                      | Pyeonggang              | 1.0           | 10.2          |                                                                                             | 釜山広域市 | 江西区 |
| 9      | 大沙駅                          | 대사역                      | Daesa                   | 1.2           | 11.4          |                                                                                             | 釜山広域市 | 江西区 |
| 10     | 仏岩駅                          | 불암역                      | Buram                   | 1.1           | 12.5          |                                                                                             | 慶尚南道   | 金海市 |
| 11     | 池内駅                          | 지내역                      | Jinae                   | 0.7           | 13.2          |                                                                                             | 慶尚南道   | 金海市 |
| 12     | 金海大学駅 （安洞）             | 김해대학역 (안동)           | Gimhae College          | 0.8           | 14.0          |                                                                                             | 慶尚南道   | 金海市 |
| 13     | 仁済大駅 （活川）               | 인제대역 (활천)             | Inje Univ.              | 1.3           | 15.3          |                                                                                             | 慶尚南道   | 金海市 |
| 14     | 金海市庁駅                      | 김해시청역                  | Gimhae City Hall        | 1.0           | 16.3          |                                                                                             | 慶尚南道   | 金海市 |
| 15     | 府院駅                          | 부원역                      | Buwon                   | 0.6           | 16.9          |                                                                                             | 慶尚南道   | 金海市 |
| 16     | 鳳凰駅 （金海旅客ターミナル）   | 봉황역 (김해여객터미널)     | Bonghwang               | 1.0           | 17.9          |                                                                                             | 慶尚南道   | 金海市 |
| 17     | 首露王陵駅 （金海保健所）       | 수로왕릉역 (김해보건소)     | Royal Tomb of King Suro | 0.7           | 18.6          |                                                                                             | 慶尚南道   | 金海市 |
| 18     | 博物館駅                        | 박물관역                    | Gimhae National Museum  | 0.8           | 19.4          |                                                                                             | 慶尚南道   | 金海市 |
| 19     | 蓮池公園駅                      | 연지공원역                  | Yeonji Park             | 1.1           | 20.5          |                                                                                             | 慶尚南道   | 金海市 |
| 20     | 長神大駅 （花停）               | 장신대역 (화정)             | Presbyterian Univ.      | 1.2           | 21.7          |                                                                                             | 慶尚南道   | 金海市 |
| 21     | 加耶大駅 （三渓）               | 가야대역 (삼계)             | Kaya Univ.              | 0.9           | 22.6          |                                                                                             | 慶尚南道   | 金海市 |

## 本路線の運営事業者

### 釜山-金海軽電鉄株式会社
釜山-金海軽電鉄株式会社（プサン-キメキョンジョンチョル、ハングル:부산-김해경전철주식회사、英:Busan-Gimhae Light Rail Transit Co., Ltd.）は、釜山-金海軽電鉄（鉄道路線）を運営する大韓民国の鉄道事業者である。会社を設立した当初の目的は路線の建設と保有であったが、後に路線の運営も担うこととなった。

#### 沿革
- 2003年1月13日 - 会社設立[5]。
- 2012年9月17日 - 公式ウェブサイトを開設[5]。
- 2017年4月17日 - 施工の（旧）釜山-金海軽電鉄株式会社（BGL）、運営の釜山-金海軽電鉄運営株式会社（BGM）、路線保守のVITZRO C&C コンソーシアム（BGT）が統合し、（新）釜山-金海軽電鉄株式会社（BGL）が発足[17]。これにより路線の運営は直営化された。

### 釜山-金海軽電鉄運営株式会社
釜山-金海軽電鉄運営株式会社（プサン-キメキョンジョンチョルウニョン、ハングル：부산-김해경전철운영、英：Busan-Gimhae Light Rail Transit Operation Co., Ltd.）は、過去に釜山-金海軽電鉄（鉄道路線）を運営していた大韓民国の鉄道事業者である。ソウルメトロ（現：ソウル交通公社）と釜山交通公社、および金海市の共同出資で設立された。愛称はB&G Metroであった。

#### 沿革
- 2010年
  - 2月2日 - 設立[18]。
  - 7月19日 - 保守契約をビチュロシス(VITZRO SYS)社と締結。軌道保守などをその子会社ビチュロC&C社が担う[19][20]。
- 2017年4月17日 - 釜山-金海軽電鉄株式会社へ統合されて解散。